# Special Broadcasting Service
Le Special Broadcasting Service (SBS) est un des deux groupes de radio-télévision subventionné par le gouvernement australien.
Son but déclaré est de « fournir des services radiophoniques et télévisuels multilingues et multiculturels pour informer, éduquer, et divertir tous les Australiens, et en faisant cela, de refléter une image de la société multiculturelle australienne. ».

Ancien logo de SBS

SBS Radio diffuse des émissions en 68 langues, dont le français, destinées en majeure partie aux communautés issues de l'immigration, ainsi que des émissions destinées aux communautés aborigènes. SBS Television diffuse des films en langues étrangères (sous-titrés), ainsi que des journaux télévisés en plusieurs langues.